# デヴィッド・ニャティ
デヴィッド・ニャティ（David Sibusiso Nyathi、1969年3月22日 - ）は、南アフリカの元サッカー選手。元南アフリカ代表。ポジションはディフェンダー。

## 来歴
1992年に南アフリカ代表デビュー。自国開催のアフリカネイションズカップ1996では3試合に出場、優勝した。アフリカネイションズカップ1998にも出場、準優勝した。南アフリカとして初の出場となった1998 FIFAワールドカップではグループステージ全3試合に出場した。1999年までに45試合に出場、1得点をあげた。

## 代表歴

### 出場大会
- 南アフリカ代表
  - 1998 FIFAワールドカップ

### 試合数
- 国際Aマッチ 45試合 1得点（1992年-1999年）[1]

| 南アフリカ代表 | 国際Aマッチ | 国際Aマッチ |
| 年             | 出場        | 得点        |
| -------------- | ----------- | ----------- |
| 1992           | 5           | 0           |
| 1993           | 3           | 0           |
| 1994           | 5           | 0           |
| 1995           | 3           | 0           |
| 1996           | 7           | 0           |
| 1997           | 6           | 0           |
| 1998           | 12          | 1           |
| 1999           | 4           | 0           |
| 通算           | 45          | 1           |